# Ройсенкеге
Ройсенкеге (нім. Reußenköge) — громада в Німеччині, розташована в землі Шлезвіг-Гольштейн. Входить до складу району Північна Фризія.
Площа — 45,91 км2. Населення становить 334 ос. (станом на 31 грудня 2020).